# Emma Moortgat
Emma Moortgat (27 december 1995) is een Belgisch actrice. Ze stamt uit de brouwersfamilie achter brouwerij Duvel Moortgat.
Moortgat groeide op in de buurt van Gent. Ze behaalde een bachelorsdiploma in management aan de ICHEC Brussels Management School en een master in management aan de London School of Economics, maar wilde toch gaan acteren. Ze volgde een summerschool aan de Academy of Dramatic Arts in Los Angeles. Ook volgde ze nog toneelopleidingen in Parijs aan de Cours Florent. 
Emma brak door met haar rol als Yasmin in de populaire Vlaamse serie wtFOCK. Ze speelde de bijrol van Celine in de film Dealer uit 2021. Moortgat kreeg in 2023 de rol van Laura Meersman in de serie Dertigers. Ook kreeg ze nog een bijrol in Knokke Off als Emilie Basteyns. 

## Filmografie
| Titel                | Rol             | Soort programma | Zender  | Jaar       |
| -------------------- | --------------- | --------------- | ------- | ---------- |
| Olifantje in het bos | Tante Roxy      | Film            |         | 2025       |
| BXL                  | Zus van Sarah   | Film            |         | 2025       |
| The Last Front       | Maria           | Film            |         | 2024       |
| Chantal              | Lydia Deroo     | Fictieserie     | VRT 1   | 2024       |
| The Couple Next Door | Paramedic 1     | Fictieserie     |         | 2023       |
| Knokke Off           | Emilie Basteyns | Fictieserie     | Eén     | 2023-heden |
| Dertigers            | Laura Meersman  | Fictieserie     | Eén     | 2023-heden |
| De Familie Claus 2   | Caro            | Film            | Netflix | 2021       |
| Dealer               | Celine          | Film            | Streamz | 2021       |
| wtFOCK               | Yasmin          | serie           | Play4   | 2018-2021  |